# Ялтинская улица (Москва)
Я́лтинская у́лица (название утверждено в 1965 году) — улица в Южном административном округе города Москвы на территории Нагорного района. Пролегает между Чонгарским бульваром, площадью Академика Вишневского и Черноморским бульваром. Нумерация домов начинается от Площади Академика Вишневского.

## Происхождение названия
Улица названа в 1965 году по городу Ялта, в связи с расположением на юге Москвы среди улиц, носящих названия по географическим объектам Крыма и юга Украины.

## Здания и сооружения
По нечётной стороне:
- № 1а — Дворец бракосочетаний (1988), построенный по проекту В. Д. Бабада.
- № 7 — жилой дом. Здесь в 1964—1980 годах жил философ В. С. Швырёв[3].

По чётной стороне:
- № 10 — Городская поликлиника № 82.

## Транспорт
- Станции метро:

«Варшавская»
«Чертановская»
- Автобус с163 (только к метро «Варшавская»)